# San Juan de Payara
Pour les articles homonymes, voir San Juan et Payara.
San Juan de Payara est une ville du Venezuela, capitale de la paroisse civile d'Urbana San Juan de Payara et chef-lieu de la municipalité de Pedro Camejo dans l'État d'Apure.

## Histoire
La localité est fondée en 1768 par Fray Jeronimo Lucena. Selon l'historien Virgilio Tosta, la ville aurait été fondée par Fray Alonso de Castro sous le nom de Purísima Concepcíon de Payara. Les premiers habitants appartiennent aux ethnies des Yaruros, Guaranaos, Otomacos et Taparitas. L'évêque Mariano Martí rapporte que le plus ancien baptême célébré dans les registres date du 10 février 1769.

## Sources
- (es) Cet article est partiellement ou en totalité issu de l’article de Wikipédia en espagnol intitulé « San Juan de Payara » (voir la liste des auteurs).